# Nedstörtad ängel
Nedstörtad ängel är en roman av Per Olov Enquist som utkom första gången 19 augusti 1985. Romanen väver ihop fyra berättelser som handlar om kärlekens obegriplighet och vad det innebär att vara människa. Den refererar till historiska figurer och hänvisar till andra texter i Enquists oeuvre.

## Innehåll
Romanen samlar fyra historier om kärlek. Utgångspunkten är en dagboksskrivare som försöker att närma sig den egna existensens innersta sanning. Han misslyckas jämt att se kärnan i sig själv, men skönjer denna sanning i slutet genom en drömresa till sin fars grav. Andra historien gäller läkaren K och hans hustru. De upplever en kris i sitt äktenskap efter att deras femåriga dotter har mördats. Hustrun hamnar på samma sinnessjukhus, där K arbetar som psykiater. De kan varken leva med eller utan varandra och når gemenskap bara i samlaget. En tredje historia handlar om Pasqual Pinon, ett tvehövdat "monster" som befrias ur en mörk gruva och uppträder på cirkusföreställningar. Denna historia tematiserar förhållandet mellan Pinon och hans kvinnliga övre huvud, som han kallar Maria. I början gömmer Pinon sitt andra huvud eftersom han skäms för det. Men senare utvecklar sig en djup kärlek mellan honom och Maria. När Pinon blir kär i en annan kvinna framhävs att deras förhållande är annorlunda än vanliga äktenskap eftersom de är oupplösligt kopplade till varandra. Ändå finner Pasqual och Maria tröst i varandra. Deras förhållande beskrivs som en livslång fångenskap i varandra: Marias huvud ”bröt sig fram som en knopp ur hans panna, eller som en fånge som förtvivlat försöker bryta sig igenom en fängelsemur, men misslyckas, och döms till livslång fångenskap, till hälften innesluten i muren.” Kärleken som beroendeförhållande tematiseras också i fjärde historien. Den handlar om Bertolt Brechts sinnessjuka älskarinna Ruth Berlau som alltid bär på en ask med den älskades gipshuvud.

## Teman
Romanen har två huvudteman. Å ena sidan handlar den om det omöjliga i att förstå kärlek. Berättaren skissar ett antal osannolika och extrema kärleksförhållanden i syftet att närma sig kärlekens gåta. ”Man kan inte förklara kärlek” skriver han, men ”om man inte försökte, var stode vi då?” Även om K och hans hustru börjar hata varandra efter mordet på deras dotter, knyts de ihop i den sinnliga kärleken. Därtill visar båda barmhärtighet och förlåtelse mot pojken som mördade deras dotter. K hatar pojken först men börjar älska honom sedan som sitt eget barn. Vidare finns det pojkens kärlek till dottern som saknar motiv och förvandlas till hat. Han mördar henne eftersom hon litar för mycket på honom. Därtill finns det den nödvändigtvis platonska kärleken mellan Pinon och Maria, berättarens kärlek till sin avlidna far, sjuksköterskans barmhärtighet mot den döende Pasqual. Agape, den ideala kärleken utan förbehåll och egenintresse, blir ett nyckelord i berättelsen.
Det andra temat handlar om vad det betyder att vara människa. Genom att presentera gråzonen mellan det mänskliga och det monstruösa, människor som inte passar in i den vanliga definitionen av "människa", återkommer romanen gång på gång till samma fråga: Vad är en människa? Romanen ger ett ansikte åt dem som samhället uppfattar som ofullkomliga och avvikande och som vanligtvis döms till uteslutning. Berättaren framhäver att "det fanns en himmel också för de från himlen förskjutna" och de var "satta på en uppgift av yttersta betydelse. De hade satts att bevaka jordens och människans yttersta gräns, som försvar för de nedersta." I romanen befrias de utkastade från oförståelsen för deras mänsklighet. Det skapas en himmel för de "nedstörtade änglarna".

## Hänvisningar till historiska figurer
En första tydlig hänvisning i Nedstörtad ängel är den till den historiska figuren Pasqual Pinon. Mannen hade en tumör på huvudet som sminkades för cirkusföreställningarna till ett andra ansikte. Andra ansiktet var uttryckslöst. Också Pinon var passiv under föreställningarna och bara lät publiken se på sin missbildning.
Därtill väcker "monstret" Pasqual Pinon associationer till "The Elephant Man". Det finns påfallande paralleller mellan Pinon och "The Elephant Man" (eller Joseph Merrick). Båda dessa "stars of the show" är oförmögna att tala och de behöver en tolk. I Nedstörtad ängel är det främst Pinons hustru som inte kan kommunicera med omvärlden. Liksom Joseph Merrick drar Pinon ett lakan över huvudet eftersom han skäms över sin missbildning som förresten hos båda finns på pannan. Att Merrick tillbringade några år av sitt liv på ett sjukhus är en parallell till de andra historierna i romanen.
En andra hänvisning finns i omnämnandet av Josef Bachmann, mannen som försökte ta livet av Rudi Dutschke. Nedstörtad ängel bygger vidare på berättelsen "De trofasta själarnas oro" i Enquists Berättelser från de inställda upprorens tid som handlar om Bachmann och uppvisar tydliga paralleller till pojken i Nedstörtad ängel. Både pojken och Bachmann begår självmord med hjälp av en plastpåse eftersom de inte kan hantera sina brott. Ytterligare en parallell till fallet Rudi Dutschke är att också denne brevväxlade med mannen som försökte mörda honom. I romanen är det K:s hustru som skriver brev till sin dotters mördare.

## Intertextuella förhållanden
Nedstörtad ängel är en av Enquists mest betydelsefulla böcker. Den hänvisar till andra verk som han har skrivit. Enquists författarskap är aldrig färdigt och fortsätter att bygga på samma teman. Så bygger Nedstörtad ängel på bland annat Magnetisörens femte vinter (1964), Berättelser från de inställda upprorens tid (1974) och Musikanternas uttåg (1978). Nedstörtad ängel i sin tur har varit författarens inspirationskälla för senare berättelser som Kapten Nemos bibliotek (1991) och Boken om Blanche och Marie (2004).